# Cá ét mọi
Cá ét mọi hay còn gọi là cá éc (tên khoa học Labeo chrysophekadion), là một loài cá trong họ cá chép. Nó được tìm thấy ở sông Mekong và lưu vực sông Chao Phraya, bán đảo Mã Lai, Sumatra, Java và Borneo.

## Hình ảnh

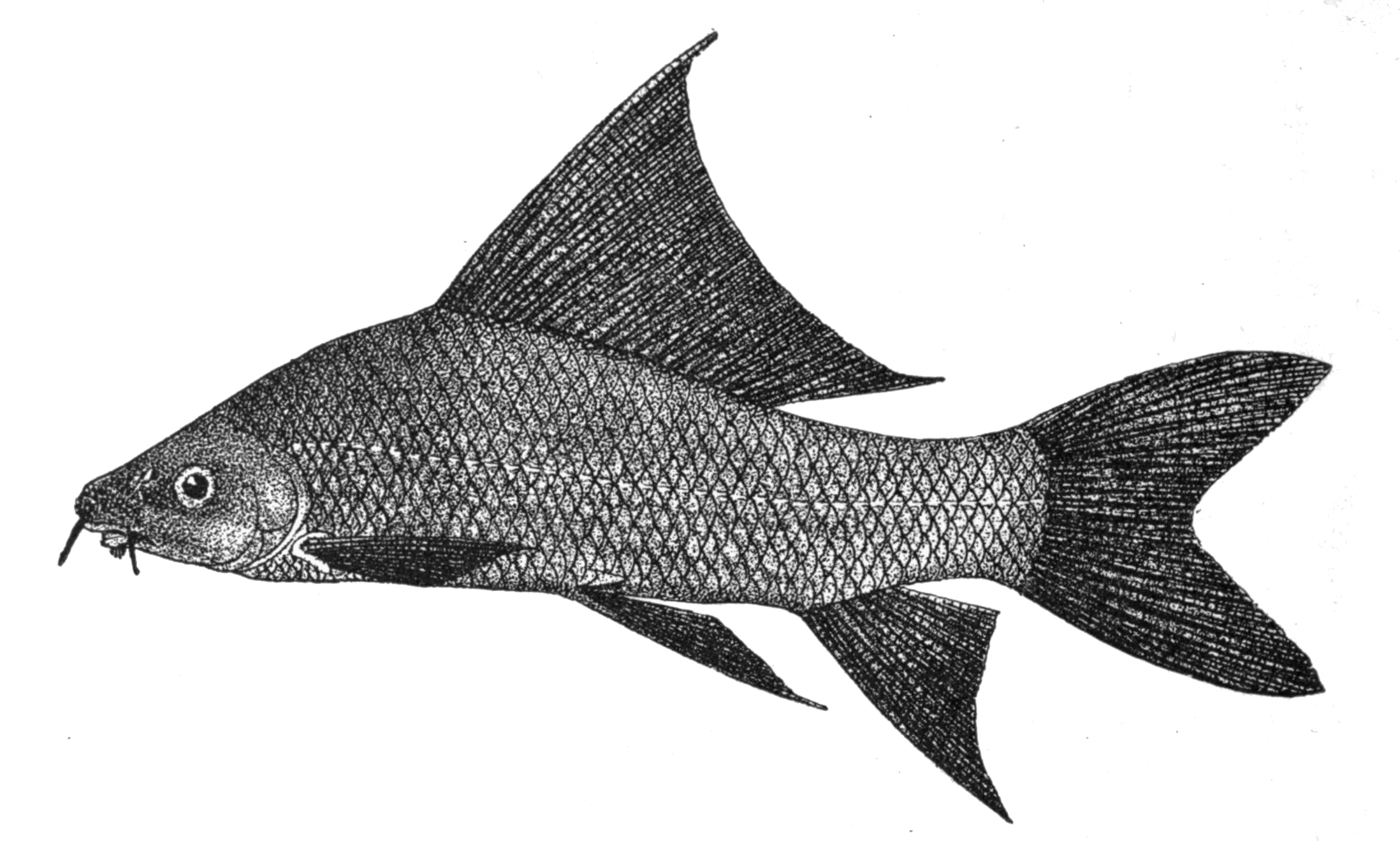